# Dominique Chauvelier
Dominique Chauvelier, né le 3 août 1956 à La Flèche (Sarthe), est un athlète français, pratiquant le marathon.

## Biographie
4 fois champion de France de marathon, celui qu'on surnomme souvent « Chauchau » a obtenu son meilleur résultat au niveau international à Split en 1990 lors des championnats d'Europe où il décroche la médaille de bronze. Il a également obtenu une 5e place lors de la coupe du monde 1989.
Il devient consultant ou chroniqueur pour divers magazines de course à pied et est très présent sur diverses courses comme parrain ou invité ; il continue à courir et même à remporter des marathons (vainqueur du marathon de Molsheim en 2005 en 2 h 39 min 28 s).
Il est toujours détenteur de deux records de France, sur 25 et 30 km, qu'il risque d'ailleurs de conserver encore un moment étant donné que ces distances ont disparu des grandes compétitions d'athlétisme.
Il détient, avec le Kenyan Luka Kanda, le record de nombre de victoires (quatre) pour l'épreuve du semi-marathon Marvejols-Mende.

## Palmarès
- Champion de France 1981 à Beuvrages en 2 h 14 min
- Champion de France 1990 à Nice en 2 h 15 min
- Champion de France 1991 à Rouen en 2 h 13 min
- Champion de France 1993 à Paris en 2 h 12 min

30 sélections en équipe de France A
- 1982 : 14e aux championnats d’Europe d’Athènes en 2 h 22 min 40 s
- 1983 : 9e en coupe d’Europe en 2 h 14 min 22 s
- 1989 : 5e de la coupe du monde en 2 h 11 min 24 s Milan : record personnel
- 1990:  3e aux championnats d'Europe d'athlétisme en 2 h 15 min 20 s Split
- 1991 : 15e aux championnats du monde en 2 h 21 min 37 s Tokyo
- 1992 : 31e aux Jeux Olympiques en 2 h 19 min 09 s Barcelone
- 1993 : 17e de la coupe du monde en 2 h 12 min 58 s Saint-Sébastien
- 1994 : 10e des championnats d’Europe en 2 h 13 min 30 s Helsinki
- 1996 :  médaille de bronze par équipe au Trophée mondial de course en montagne 1996.

## Records
- Marathon : 2 h 11 min 24 s
- Semi-marathon : 1 h 02 min 34 s
- 10 000 m : 28 min 50 s 08